# Marius Lardière
Pour les articles homonymes, voir Lardière.
Marius Lardière, né Maurice Lardière, né le 9 mars 1818 à Neuville-sur-Saône (Rhône) et mort à Paris 18ème le 6 janvier 1881,,, est un avocat du XIXe siècle. Il est notamment connu pour avoir défendu Martin Dumollard et Marie-Anne Martinet, lors de leur procès à Bourg-en-Bresse en 1862.
Maurice Lardière épouse à Vincennes Marie Antoinette Soyer en 1875.

## Biographie
Quelques éléments de sa carrière :
- avocat en région Lyonnaise ;

- substitut du procureur général à Lyon (1848) ;

- procureur impérial à Philippeville ;

- procureur général à Limoges ;

- avocat à Paris.